# شکرلی (سالیان)
شکرلی (به ترکی آذربایجانی: Şəkərli) یک منطقه مسکونی در جمهوری آذربایجان است که در شهرستان سالیان واقع شده‌است. شکرلی ۲۲۰۴ نفر جمعیت دارد.